# Makoto Sahara
Makoto Sahara (jap. 佐原 真, Sahara Makoto; * 25. Mai 1932 in Uehon, Osaka, Präfektur Osaka; † 10. Juli 2002) war ein japanischer Archäologe.

## Leben
Makoto wurde 1932 als zweiter Sohn von Tadao und Kayo Sahara in Uehon geboren. Auf Anregung seines Hauslehrers las er in der Grundschulzeit bereits Zeitschriftenaufsätze von Kōsaku Hamada. In dieser Zeit zog er mit seiner Familie nach Tokyo, wo er 1947 an Vortragsveranstaltungen für die Mittelschule der „Anthroplogischen Gesellschaft Japans“ teilnahm. Dadurch lernte er Sugao Yamanouchi kennen, eine Kapazität auf dem Gebiet der Typologisierung von Keramiken der Jōmon-Zeit. Yamanouchi wurde Saharas Lehrer und blieb bis zu seinem Tod sein Mentor. Sahara lernte an der Fremdsprachenschule Osaka Deutsch und promovierte an der Universität Kyōto in seinem Hauptfach Archäologie.
Er wirkte lange Zeit am Archäologischen Forschungsinstitut der Präfektur Nara in Kashihara. 1981 wurde er dort Forschungsleiter des Zentrums für Bodendenkmäler, 1992 dann Leiter des gesamten Zentrums für Bodendenkmäler. Zudem war er an der Planung des „Nationalmuseums für Geschichte“ beteiligt, dem er auch von 1997 bis 2001 als Leiter vorstand. Als er 2001 diese Stellung aufgab, übergab er der Stadtbibliothek Chatan auf Okinawa als Schenkung ca. 7000 Fachbücher aus seinem Besitz, die dort als „Sahara-Sammlung“ aufbewahrt werden.
Saharas Forschungen konzentrierten sich auf die Yayoi-Zeit. Er befasste sich sowohl mit den Lebensumständen in der Vorzeit wie mit der Herkunft der Japaner. Durch leicht verständliche Vorträge und sein stetes Ringen um die Gründung von Museen hat er sich um die öffentliche Wahrnehmung und Verbreitung der Archäologie verdient gemacht. Zudem trat er für die Erhaltung von Grabungsstätten, wie etwa des Fundplatzes Yoshinogari (吉野ヶ里遺跡), ein. Im Bemühen um eine wissenschaftliche Gesamtschau war Sahara zeit seines Lebens um eine fachübergreifende Betrachtung und Forschung bemüht.
Sahara war ein entschiedener Gegner der „Reitervolk-Theorie“ seines Kollegen Namio Egami. Der wissenschaftliche Disput findet sich in einer eigenständigen Veröffentlichung (騎馬民族は来た!?来ない!? 江上波夫VS佐原真, etwa: „Kamen die Reitervölker? oder kamen sie nicht? Egami vs. Sahara“), in der die Argumente der beiden Kontrahenten dargestellt sind.

## Werke
- Makoto Sahara: 弥生土器 (etwa: Tonwaren der Yayoi-Zeit). In: 日本の美術 (Japanische Kunst), Nr. 125, 1976
- Makoto Sahara: 縄文土器 (etwa: Tonwaren der Jōmon-Zeit). In: 日本の原始美術 (Primitive japanische Kunst), Nr. 2, 1979
- Makoto Sahara: 銅鐸 (etwa: Dōtaku). In: 日本の原始美術 (Primitive japanische Kunst), Nr. 7, 1979
- Makoto Sahara: 騎馬民族は来なかった (etwa: Die Reitervölker kamen nicht). NHK, Tokyo, 1993
- Makoto Sahara: 斧の考古学 (etwa: Archäologie der (Stein)beile). Verlag der Todai Universität, Tokyo, 1994
- Makoto Sahara: 食の考古学 (etwa: Archäologie des Essens). Verlag der Todai Universität, Tokyo, 1996